# Antínoo Farnesio
El Antínoo Farnesio es una representación escultórica en mármol de Antínoo que fue esculpida entre 130 y 137 d. C. Antínoo era el amante del emperador romano Adriano, quien tras la muerte del joven, perpetuó la imagen de Antínoo deificándolo como dios del panteón romano e instituyendo su culto formal dentro del imperio romano. Esta escultura es parte del estilo imperial romano y fue esculpida durante un renacimiento de la cultura griega clásica, inducido por el filohelenismo de Adriano. Se desconoce el lugar y la procedencia del hallazgo, pero esta escultura forma  parte de la Colección Farnesio en el Museo Arqueológico Nacional de Nápoles.

## Historia
Antínoo fue el amante griego del emperador romano Adriano en el siglo II d. C. A menudo referido como el favorito de Adriano, Antínoo nació esclavo en Bitinio hacia el año 110 d. C. y se especula que se ahogó en el río Nilo antes de cumplir veinte años en el año 130 d. C. Las circunstancias de la muerte de Antínoo varían según el relato, aunque las teorías más populares van desde un evento accidental hasta suicidio e incluso aquellas que son de naturaleza sacrificial. En honor a su amante, Adriano estableció la ciudad de Antinoópolis en Egipto el mismo año en que Antínoo se ahogó. Adriano también pasó a deificar a Antínoo póstumanente al incluirlo como figura del culto imperial; Debido a esto, se produjeron grandes cantidades de esculturas de Antínoo para el culto.
Tras la muerte de Antínoo, Adriano buscó revitalizar la tradición de la escultura griega clásica con temas romanos. El aprecio de Adriano por el arte y la cultura griegos se conoce como fihelenismo, y ese amor por todo lo griego le valió el sobrenombre de "El griego". Durante su vida, el emperador visitó Grecia en tres ocasiones distintas, participó en los Juegos Olímpicos y fundó una alianza de ciudades-estado griegas conocida como el Panhelenion el año de la muerte de Antínoo.

## Descripción
La obra es una escultura de mármol en bulto redondo de dos metros de altura. Aunque esculpida en la época romana, la figura emula a un atleta en el estilo griego clásico. Específicamente, esta escultura sigue el tipo del Doríforo de Policleto. La diferencia más perceptible entre los dos es que Antínoo es un joven adolescente, mientras que el Doríforo está esculpido como un adulto joven. Tanto Antínoo como el Doríforo muestran desnudos completos, contrapposto, expresión estoica y el brazo extendido. El Doríforo sujeta una lanza y Antínoo parece sostener algo en su mano derecha.
El Antínoo Farnesio puede identificarse como una pieza imperial romana en lugar de un clásico griego al observar las pupilas talladas, que fue una innovación establecida en la escultura romana por el propio Adriano. Otros detalles adriánico-imperiales de esta estatua se pueden ver en el volumen del cabello y las fosas nasales talladas, ya que estas características se cincelaron con nuevas técnicas de perforación que permitieron a los romanos explorar las diferencias de textura entre el cabello y la piel de maneras que no se habían visto antes. Otra indicación de que esta escultura es romana, y no griega, es la inclusión de un soporte estructural detrás de la pierna derecha, disfrazado casualmente de tronco. Este soporte estructural, también conocido como puntal, puede haber ayudado a identificar aún más a Antínoo en el contexto de su época.

## Vistas

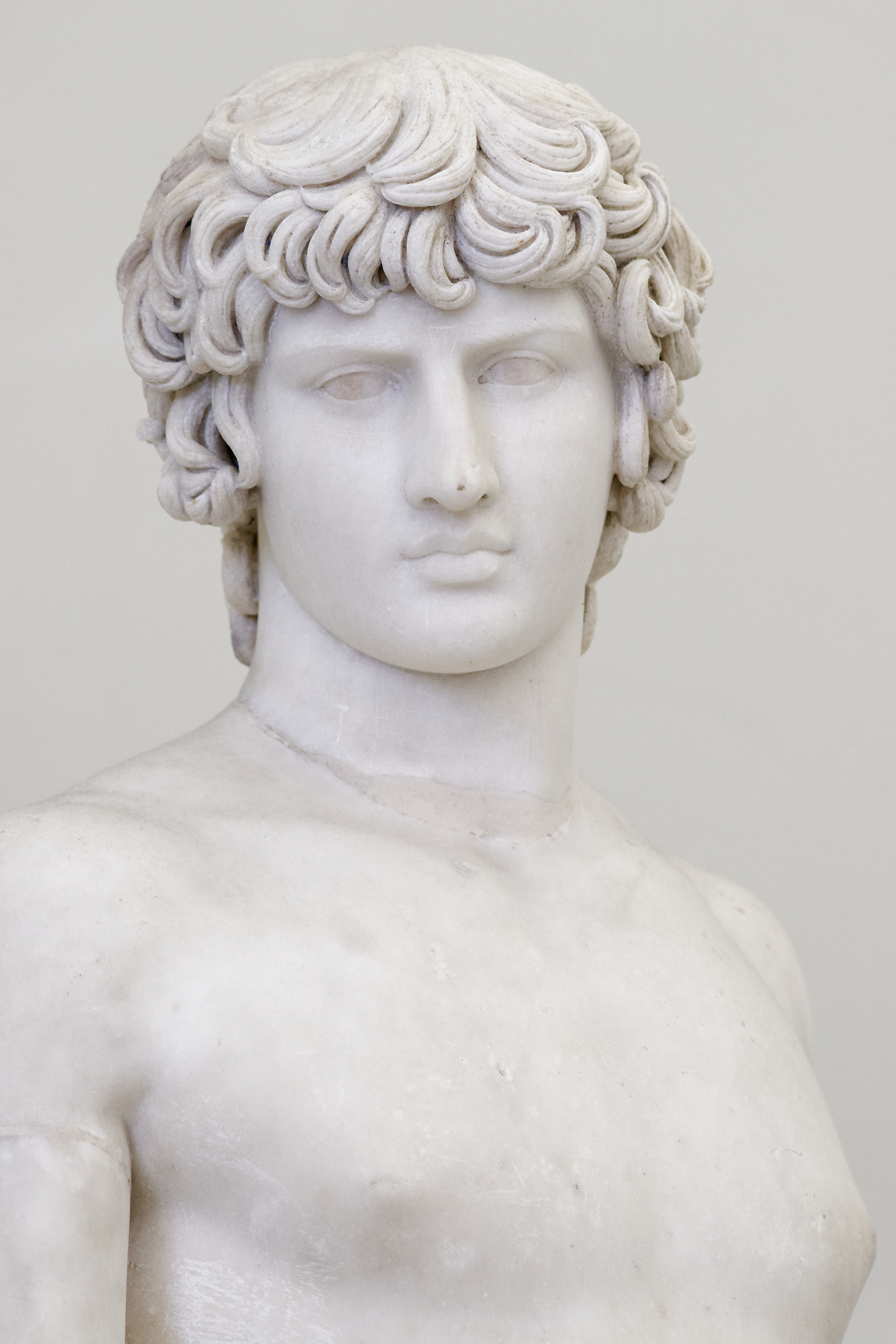
El Antínoo Farnesio, con pupilas talladas y característico peinado parecido a una peluca.
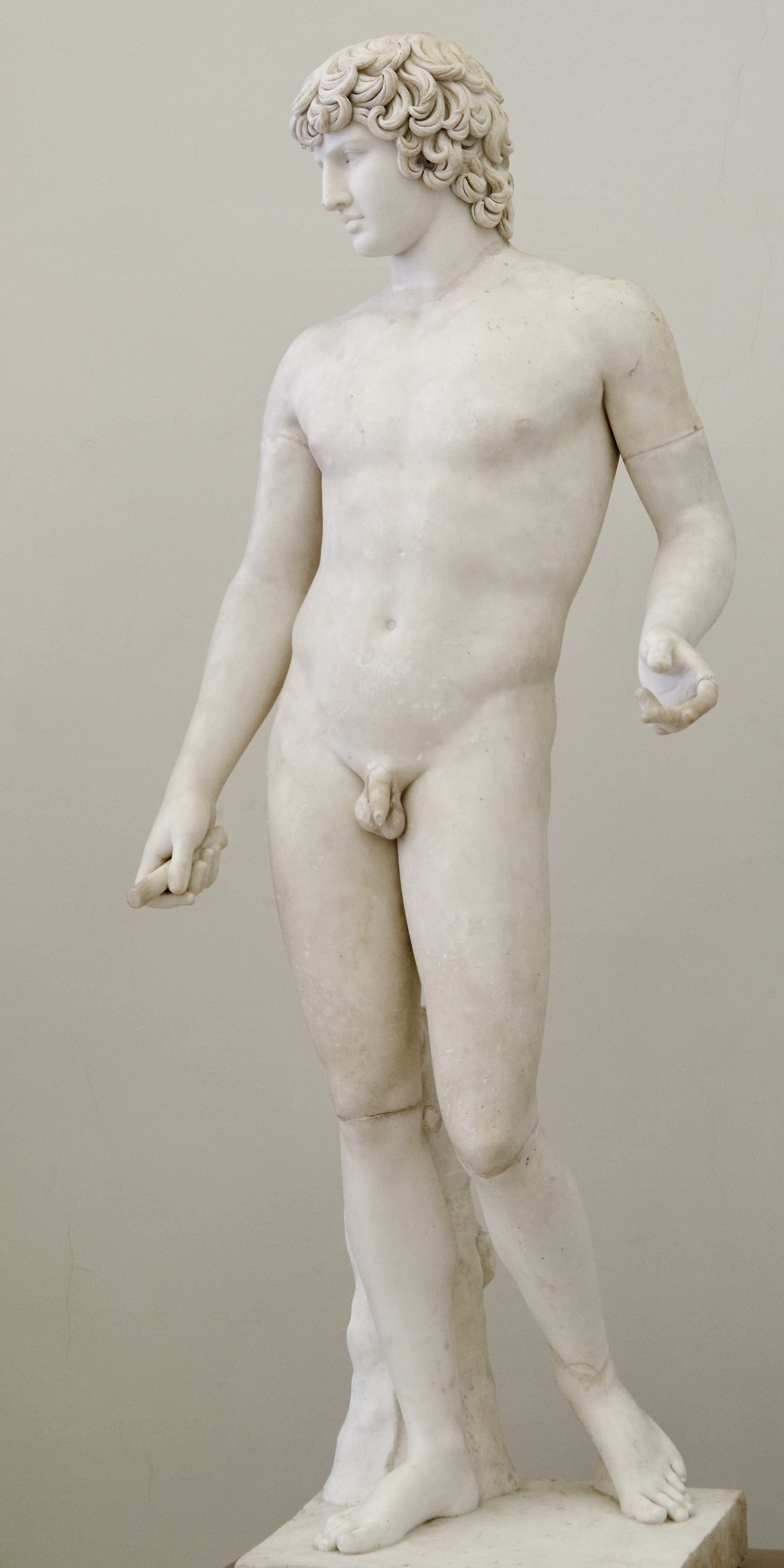
El Antínoo Farnesio, contraposto y apoyo tras la pierna derecha.

### Identificando a Antínoo
Hay tres estilos en los que se representa tradicionalmente a Antínoo: el estilo Mondragone, el estilo egipcianizante y el estilo proporcionado o severo. El estilo severo también se conoce como estilo principal u original porque es el estilo más popular para las esculturas de Antínoo, e imitaba el clásico griego del siglo V a. C. La escultura Farnesio se encuadra en él. Dentro de este estilo hay dos variaciones, la primera variación representa a Antínoo con un rizo sobre la frente y la otra sin él.
Al esculpir al joven mediante ciertas convenciones, los artistas pudieron diferenciar a Antínoo de otras figuras mitológicas griegas juveniles. El cuerpo y rostro de esta escultura son de juventud idealizada, con mejillas regordetas y rostro redondo, y su cabello suele estar despeinado. El cabello de Antínoo también ha sido descrito como de aspecto artificial, incluso parecido a una peluca, debido a lo similar que es la disposición de su cabello en las estatuas. Su apariencia juvenil, ojos grandes, labios fruncidos y mechones de cabello en capas sobre su frente son algunos de los detalles que pueden usarse para identificarlo. La iconografía de la apariencia de Antínoo es tan estable en todos los medios plásticos que se utilizaron retratos de Antínoo en monedas para atribuir esta escultura a él mismo. Esta uniformidad, particularmente en el diseño uniforme de sus mechones ondulados, implica que este retrato se hizo en masa a partir de moldes enviados para que los artistas de todo el Imperio romano hicieran más copias.
La extensa deificación de Antinoo como figura de culto ha convertido su imagen en el tercer tipo de retrato recuperado más común de la Antigüedad clásica, después de los retratos de Augusto y de Adriano. A pesar de la gran cantidad de estatuas de Antínoo disponibles para su visualización, los historiadores del arte no saben realmente cómo era Antínoo debido a lo idealizado que está en sus retratos. Se esperaba que fuera esculpido como una deidad en lugar de un hombre, y al ajustarse a esos estándares, se desconoce si esta representación en mármol, o cualquier otra representación de él, es exacta o no.

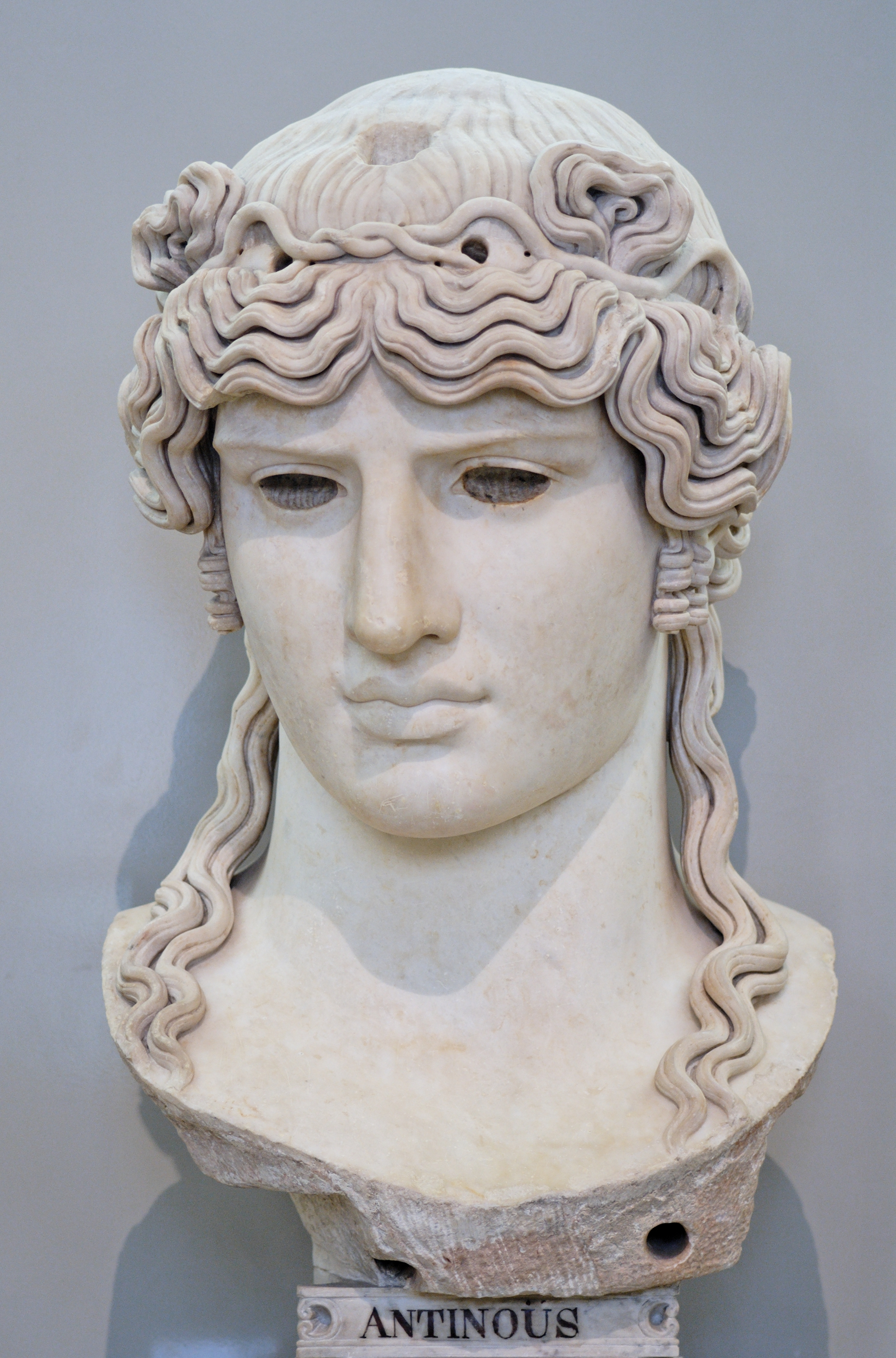
Antínoo Mondragone, estilo Mondragone.
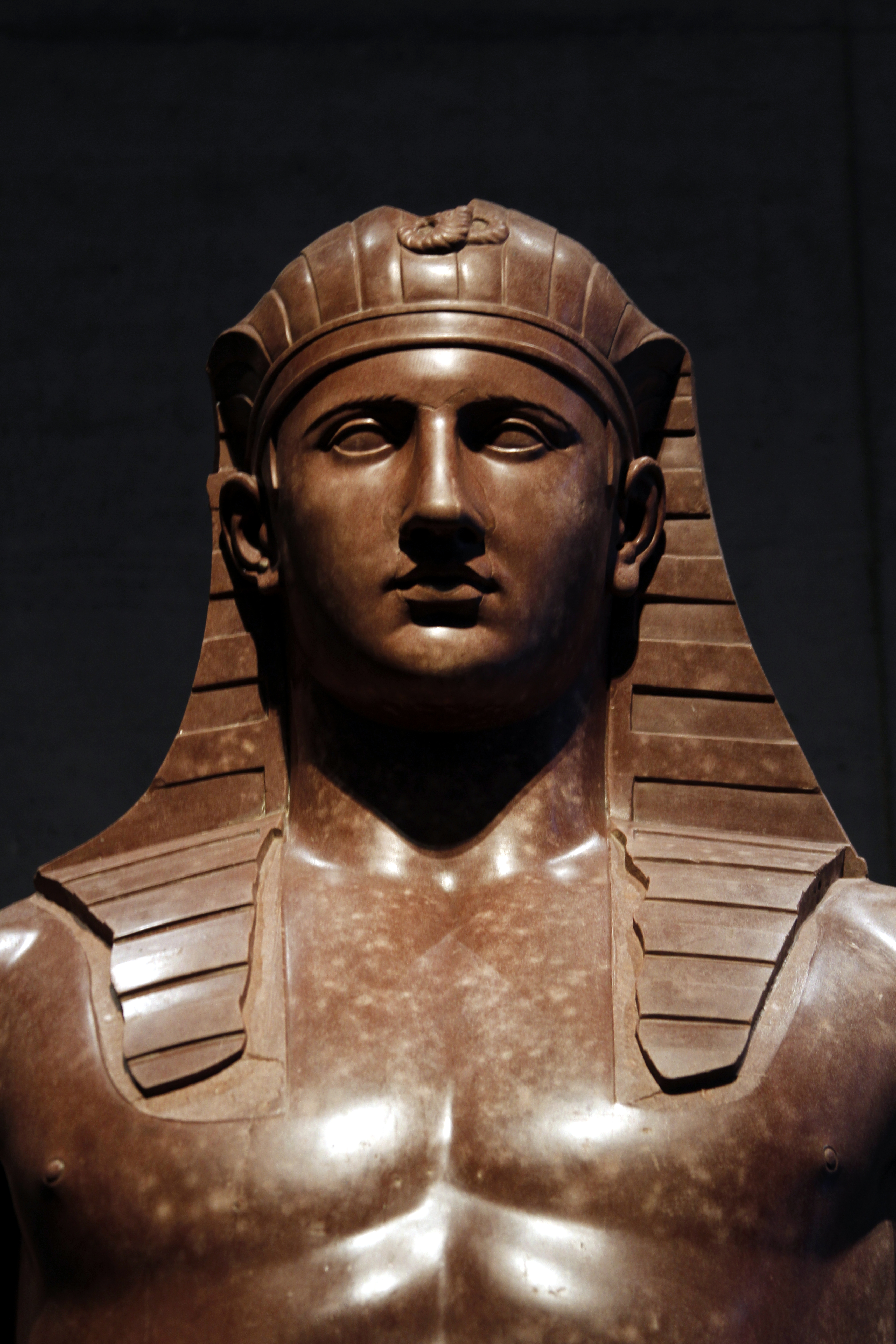
Antínoo como Osiris, estilo egipcianizante.

## Procedencia
La obra lleva el nombre de sus antiguos propietarios, la familia Farnesio.
Se desconoce la procedencia original, sin embargo, hay obras de arte dentro de la colección Farnesio que tienen alguna procedencia establecida, como el Hércules Farnesio y el Toro Farnesio. Alguna vez estuvo expuesto en la entrada de la Galería Carracci en el Palacio Farnesio en Roma, desde donde fue llevado a Nápoles al Museo Real Borbónico (Reale Museo Borbonico), actual Museo Arqueológico Nacional de Nápoles (se instaló una réplica en el Palacio en los años 1970).